# Шавур (дехестан)
Шавур (перс. شاوور) — дехестан в Ірані, остані Хузестан, шахрестані Шуш, бахші Шавур. За даними перепису 2006 року, його населення становило 17 578 осіб, що проживали у складі 2695 сімей .

## Населені пункти дехестану
За даними на 2006 рік до складу дехестану Шавур входили такі населені пункти:
- Рашґе Шавур
- Се Рахі Ховіс
- Ховіс
- Чога-Занбіль
- Захіре-є Есмаїль Ганом
- Шейх Хомат
- Абу Оль Ґієфе
- Матлеб
- Джухі
- Шеркат-е Банадер
- Сейєд Баґер
- Сейєд Абдалле
- Салех Машхуд